# Сеносъбирач от Мули
Сеносъбирач от Мули (Ochotona muliensis) е вид бозайник от семейство Пики (Ochotonidae).

## Разпространение
Видът е разпространен в Китай (Съчуан).